# Rhopalotettix taiwanensis
Rhopalotettix taiwanensis är en insektsart som beskrevs av Liang 1993. Rhopalotettix taiwanensis ingår i släktet Rhopalotettix och familjen torngräshoppor. Inga underarter finns listade i Catalogue of Life.